# Dysstroma tibetana
Dysstroma tibetana är en fjärilsart som beskrevs av Heydemann 1929. Dysstroma tibetana ingår i släktet Dysstroma och familjen mätare. Inga underarter finns listade i Catalogue of Life.